# 相馬拓也
相馬 拓也（そうま たくや）は、日本の地理学者・民族学者。京都大学白眉センター特定准教授（野生動物研究センター受入）。ヒマラヤ保全協会 (Institute for Himalayan Conservation: IHC) 会長。

## 経歴
東京都に生まれ。早稲田大学大学院博士後期課程は満期退学、カッセル大学で農学博士号を取得。
カッセル大学エコロジー農学部客員研究員となり、モンゴル西部のバヤン・ウルギー県やホブド県、ネパール等で長期フィールドワークに従事した。2016年4月、早稲田大学高等研究所助教となる。筑波大学助教（2019年8月）を経て2020年2月より京都大学白眉センター特定准教授を務める。

## 研究内容・業績
中央ユーラシア～ヒマラヤ地域～モンゴル西部アルタイ山脈の農耕・牧畜社会・狩猟民を中心とした人文地理学、生態人類学、動物行動学、民族鳥類学、ヒトと動物の関係誌（HAI）を専門とする。

## 著書
単著
- "Human and Raptor Interactions in the Context of a Nomadic Society: Anthropological and Ethno-Ornithological Studies of Altaic Kazakh Falconry and its Cultural Sustainability in Western Mongolia" カッセル大学出版 2015[3]
- 『鷲使い《イーグルハンター》の民族誌：モンゴル西部カザフ騎馬鷹狩文化の民族鳥類学』ナカニシヤ出版 2018[4]
- 『草原の掟：西部モンゴル遊牧社会における生存戦略のエスノグラフィ』ナカニシヤ出版 2022[5]
- 『遊牧民、はじめました。: モンゴル大草原の掟』光文社新書 2024

共編著
- 『移動する人々：多様性から考える』(立教大学異文化コミュニケーション学部叢書 Ⅱ) 晃洋社 2019[6]
- 『ユーラシアの考古学：髙濱秀先生退職記念論文集』六一書房 2014[7]
- 『鳥と人間をめぐる思考：環境文学と人類学の対話』野田研一・奥野克巳編、勉誠出版 2016
- 『ヒマラヤ山脈にアグロフォレストリー国際協力の可能性を探る：ネパールでの植林・果樹栽培によるコミュニティ開発の経験から』(筑波大学公開講演会シリーズ) 、梶山祐治編集 2021
- 『鷹狩の日本史』福田千鶴・武井弘一編、勉誠出版 2021

テレビ・メディア
- NHKドキュメンタリー番組『地球イチバン：地球最古のイーグルハンター』（1月29日総合22:00～22:50放送）制作協力[8]
- 「研究の魅力を映し出す”鏡”プロジェクト」(KyotoU channel)

その他
- 「気象災害「ゾド」と向き合うモンゴル遊牧民の暮らしから、これからの防災・減災を学ぶ」（読売新聞Waseda Online 2018年10月）[9]
- 「人類と猛獣の意外な関係:イヌワシ、ユキヒョウ、オオカミと共生するモンゴル遊牧民の底ヂカラ」（読売新聞 Waseda Online 2019年12月）[10]
- 「ノートがいざなう異国の旅」京都新聞文化会議・ソフィア